# Fagofobia
La fagofobia (dal greco φαγεῖν, "mangiare" e φόβος, "paura") è una disfagia psicogena che consiste nella paura di deglutire. Si esprime senza alcun apparente problema fisico o ragione rilevabile mediante esami e analisi di laboratorio. Un termine obsoleto per questa fobia è "fobia da soffocamento", ma è stato rilevato che quest'ultimo termine non è corretto poiché è necessario distinguere la paura di deglutire dalla paura di soffocare.
La fagofobia viene classificata come una fobia specifica e secondo la classificazione DSM-IV appartiene alla categoria delle "altre fobie". La fagofobia può portare alla paura di mangiare e alla conseguente malnutrizione e alla perdita di peso. Nei casi più lievi un individuo affetto da fagofobia si nutre solo di cibi morbidi e liquidi. 